# RFL Championship 1988-89
El Championship de 1988-89 fue la 94.º edición del torneo de rugby league más importante de Inglaterra.

## Formato
Los equipos se enfrentaron en formato de todos contra todos en condición de local y de visitante, el equipo que terminó en la primera posición al finalizar el torneo se coronó campeón, mientras que los últimos dos equipos descendieron.
Se otorgaron 2 puntos por cada victoria, 1 por el empate y 0 por la derrota.

## Desarrollo

### Tabla de posiciones
| Pos. | Equipo               | Encuentros | Encuentros | Encuentros | Encuentros | Tantos | Tantos | Tantos | Puntos |
| Pos. | Equipo               | PJ         | PG         | PE         | PP         | F      | C      | Dif.   | Puntos |
| ---- | -------------------- | ---------- | ---------- | ---------- | ---------- | ------ | ------ | ------ | ------ |
| 1    | Widnes               | 26         | 20         | 1          | 5          | 726    | 345    | +381   | 41     |
| 2    | Wigan                | 26         | 19         | 0          | 7          | 543    | 434    | +109   | 38     |
| 3    | Leeds                | 26         | 18         | 0          | 8          | 530    | 380    | +150   | 36     |
| 4    | Hull                 | 26         | 17         | 0          | 9          | 427    | 355    | +72    | 34     |
| 5    | Castleford           | 26         | 15         | 2          | 9          | 601    | 480    | +121   | 32     |
| 6    | Featherstone Rovers  | 26         | 13         | 1          | 12         | 482    | 545    | -63    | 27     |
| 7    | St. Helens           | 26         | 12         | 1          | 13         | 513    | 529    | -16    | 25     |
| 8    | Bradford Northern    | 26         | 11         | 1          | 14         | 545    | 518    | +27    | 23     |
| 9    | Wakefield Trinity    | 26         | 11         | 1          | 14         | 413    | 540    | -37    | 23     |
| 10   | Salford              | 26         | 11         | 0          | 15         | 469    | 526    | -57    | 22     |
| 11   | Warrington           | 26         | 10         | 0          | 16         | 456    | 455    | +1     | 20     |
| 12   | Oldham               | 26         | 8          | 1          | 17         | 462    | 632    | -170   | 17     |
| 13   | Halifax              | 26         | 6          | 1          | 19         | 335    | 535    | -200   | 13     |
| 14   | Hull Kingston Rovers | 26         | 6          | 1          | 19         | 408    | 636    | -228   | 13     |

|  | Campeón.                      |
|  | Desciende a segunda división. |

| Bandera de Inglaterra  |
| Campeón Widnes Vikings |
| Tercer título          |